# 有田芳生
有田 芳生（ありた よしふ、1952年〈昭和27年〉2月20日 - ）は、日本の政治家、ジャーナリスト、テレビコメンテーター。立憲民主党所属の衆議院議員（1期）。
参議院議員（2期）、参議院経済産業委員長、同政治倫理の確立及び選挙制度に関する特別委員長を歴任。両親は日本共産党員で、父は政治運動家・労働運動家の有田光雄。

## 来歴

### 生い立ち
山口県下関市で出会い、京都府北桑田郡周山町（現在の京都市右京区）に移り住んだ日本共産党員の両親から生まれ、ヨシフ・スターリンから「よしふ」と名付けられた。芳生は「スターリンから取ったと聞かされたのは、中学の時だったんじゃないかなぁ」と述べている。
日本共産党入党・新日本出版社時代
京都府立乙訓高等学校在学中の1970年、18歳で上田耕一郎（後に日本共産党副委員長）らの論文に感動し、日本共産党に入党、日本民主青年同盟の同盟員が多数いた立命館大学経済学部を1977年に卒業する。1977年から日本共産党系の出版社である新日本出版社に入社する。日本共産党本部をよく訪ね、上田副委員長の部屋にも通っていた。
小田実を巡る党内批判・新日本出版社からの追放
1980年の「文化評論」に、事前に宮本顕治日本共産党委員長（当時）も了解した企画である上田日本共産党副委員長と作家の小田実の対談を掲載した。掲載号が完売した数か月後に、小田実が公の場で共産党を「市民運動などを自党に系列化する既成政党」と批判した。この日本共産党批判を受けて、共産党と小田実の関係が悪化した余波で、党内では有田までも批判された。日本共産党から長時間の「査問」（追及）を受けた末に自己批判書を書かされ、1984年に党籍剥奪はされなかったものの日本共産党系出版社である新日本出版社から追放されている。後の2005年に小田実と上田副委員長が再び対談し、雑誌掲載されたが、日本共産党による対立の総括・和解経緯説明は一切なかった。有田は「人生を変えられた者としては、どうしても解せなかった」と語っている。

### ジャーナリスト時代
新日本出版社から追放された後、フリーランスのジャーナリストとなる。1986年に『朝日ジャーナル』の霊感商法批判キャンペーンに参加する。同誌休刊後は『週刊文春』で統一教会報道に携わる。
『日本共産党への手紙』による日本共産党除籍
事前に上田日本共産党副委員長に相談すると、「いい企画だ」と賛意をもらったため、党内外の自由かつ建設的な議論の種を蒔くつもりで共産党への提言を加藤周一ら文化人15人にもらった『日本共産党への手紙』（教育史料出版会）を1990年に出版した。この編集を手掛けたことで、小田実との対談記事掲載以来の査問が有田へ始まり、党規律違反として除籍処分を受ける。有田は2022年に小田実対談記事掲載の時よりも日本共産党の対応は硬直的だったとし、「赤旗」から3回連載で『日本共産党への手紙』を批判されたこと、賛同していたはずの上田副委員長が「だから（出版を）やめろと言っただろう！」と掌返ししたことで言葉を失ったとし、「これが、『政治的人間』というものか」と思ったと語っている。また、提言を依頼したが断った人物として、作家の佐多稲子、哲学者の久野収らをあげ、「以前共産党に攻撃されたことなどを理由に寄稿を断る文化人は多かった。」とも述べている。
オウム真理教・テレビコメンテーター
1990年代中盤からは、統一教会に加え、「オウム真理教に詳しいジャーナリスト」としてTVの報道番組に出演しだし、日本テレビ系列の『ザ・ワイド』ではレギュラーのコメンテーターを務めていた。しかし、本来有田はオウム事件発生以前からオウムを取材していたわけではなく、当時一緒に酒を飲むほど親しくしていた江川紹子にオウムの話ばかりを聞かされ、詳しくなった背景がある。1995年3月22日のオウム施設への強制捜査以降、しばらくの間平均睡眠時間が3-4時間になった。
「赤旗」による呼び捨てでの批判コラム掲載
1995年5月の麻原彰晃元死刑囚が逮捕された翌朝の「赤旗」に、「反共を売り物にする」「有田芳生」と呼び捨てで批判するコラムが載った。有田は当時の心境について、「共産党は除名した人を反党分子だと攻撃する」と久野収が日本共産党を糾弾していたことを思い出したと語っている。

### 政界進出・政治家時代
新党日本
2007年、新党日本副代表に就任し、同年の第21回参議院議員通常選挙に同党の比例区から立候補したが落選。2009年、新党日本公認、民主党推薦で、第45回衆議院議員総選挙に東京都第11区（比例区重複）から立候補したが、自民党の下村博文に約3500票差の僅差で敗れ、比例復活もならず、落選。
民主党
その後民主党に移籍し、2010年の第22回参議院議員通常選挙に比例区から立候補し、37万票獲得し初当選した。民主党の比例区当選者としては、トップ当選であった。
2014年12月14日の第47回衆議院議員総選挙で民主党代表の海江田万里が落選。海江田の辞任に伴い2015年1月18日に行われた代表選挙では、長妻昭の推薦人に名を連ねた。
民進党
2016年3月24日に「民進党」の政調会長が山尾志桜里となると報道された際に、「視線が低く安定しているのは生活感が基本にあるからでしょう。」「大歓迎です」と賛意を示している。
2016年5月22日に、都内のライブハウスにて、参院選で野党候補に投票してもらえるように呼びかけたトークセッションにおいて、SEALDsと日本共産党の各代表者と共に、民進党の代表者の一人として登壇した。これについては翌日に、かつて除名された日本共産党機関紙しんぶん赤旗において1面記事として報道され、有田芳生も写っている写真も掲載されたが、キャプションで「トークセッションをするSEALDsのメンバーと（右から）山添拓参院議員予定候補、田村智子副委員長、（１人おいて）民進党の山尾志桜里政調会長＝22日、東京都渋谷区」と記され、有田の名前は表記されなかった。このため有田は、「そこに人がいるのに『1人おく』のは、『いる』けれど『いないことにする』との明確な意思だ」と批判した。
2016年7月の第24回参議院議員通常選挙に比例区から立候補し、2選（20万票、比例4位）。第191回国会では参議院政治倫理の確立及び選挙制度に関する特別委員会委員長を務める。
2017年7月27日、民進党代表の蓮舫が、同月の東京都議会議員選挙の結果を受けて辞任を表明。蓮舫の辞任に伴う代表選挙（9月1日実施）では枝野幸男の推薦人に名を連ねた。
立憲民主党
同年12月11日、民進党を離党し立憲民主党への入党を申請。26日承認された。
2018年8月29日、立憲民主党沖縄県連代表に就任。2020年9月15日、旧立憲民主党、旧国民民主党などが合流し、新「立憲民主党」が結成される。有田も新党に参加。
2021年10月31日の第49回衆議院議員総選挙で立憲民主党は議席を「109」から「96」に減らし、11月2日、枝野幸男代表は引責辞任を表明。枝野の辞任に伴う代表選挙（11月30日実施）では逢坂誠二の推薦人に名を連ねた。
2022年7月10日の第26回参議院議員通常選挙で、立憲民主党は比例代表で7議席を獲得。有田は党内候補者20人中、10番目の得票数で落選した。同年、日本国から旭日重光章受章を打診されたが辞退を表明した。
同年8月18日に開かれた立憲民主党「旧統一教会被害対策本部」（本部長：西村智奈美衆院議員）の会合で、脱会運動に携わっていた宮村峻から話を聞く際に、同本部特別参与として同席した。
2023年3月2日、安倍晋三の死去による欠員補充に伴う衆議院山口4区の補欠選挙（4月23日執行予定）に、立憲民主党公認候補として擁立する方向で調整されていることが明らかになり、3月12日、立憲民主党山口県連は有田の擁立を正式に発表した。投開票の結果、自民党公認の吉田真次に敗れ落選した。
2024年10月2日、立憲民主党は同年の第50回衆議院議員総選挙で東京24区に有田を擁立すると発表した。
同年10月9日、自民党は次期衆院選の第1次公認候補として、小選挙区265人、比例代表14人の計279人の擁立を発表した。政治資金パーティーをめぐる裏金事件に関係した現職と元職のうち12人を非公認とし、その中に萩生田光一も含まれた。
同年10月15日、衆院選が公示され、東京24区からは立憲民主党の有田、無所属の萩生田、国民民主党の弁護士の浦川祐輔、日本維新の会の元都議の佐藤由美、参政党の與倉さゆりなど計6人が立候補した。「10増10減」の区割り改正により、八王子市からは南大沢駅・京王堀之内駅周辺など多摩ニュータウンを中心とするエリアが東京21区に移り、新東京24区は「八王子市（おおむね旧由木村域を除いた地域）」となった。10月27日の投開票の結果、萩生田が7期目の当選を果たしたが、立憲民主党は比例東京ブロックで5議席を獲得しており、3番目の惜敗率（90.490％）であった有田は比例復活で当選した。

## 取材・執筆活動

### オウム真理教問題、統一教会
1993年からオウム真理教の取材を始め、1995年にはオウムウォッチャーとしてテレビに出演した。 レギュラーコメンテーターを務めていた『ザ・ワイド』では、 統一教会の合同結婚式騒動およびオウム真理教による地下鉄サリン事件の際のコメンテーターとして出演していた。2018年7月6日、麻原彰晃ら7人が死刑執行された際、ツイッターで「常識的に判断してありえません。麻原彰晃の裁判資料だけでも部屋ひとつが一杯になります。「中略」政治判断です」と発言している。
統一教会（現：世界平和統一家庭連合）が拉致監禁と呼んでいる教会信徒に対する脱会説得工作について、有田は「霊感商法など反社会的問題を起してきた統一教会から脱会させようと努力するのは、家族として当然の行為だ」と主張している。有田は統一教会の批判記事を書くために拉致監禁され当時偽装脱会で軟禁中だったとされる豊島区の統一協会系病院の医師、小出浩久に文春の記者とともにインタビューした。そこから得た情報は後日週刊文春に掲載された。この時、有田は「一年間も閉じこめられていて、よく耐えられましたね」と小出が監禁状態であった事を事前に知っていた発言をしたと小出は証言している。これに対して有田は小出に会った事は認めたが発言は否定し、監禁されているようには見えなかったと弁明している。また、月刊タイムスの座談会記事 においても有田は改宗拉致について「一部では確かに行き過ぎもありました。」と拉致監禁の要素も一部あった旨の認識を示している。
神戸連続児童殺傷事件の事件の犯人がオウム真理教で使われていた言葉の日本語訳を犯行ノートに記していたことを元にオウム真理教事件が影響していると推測している。また犯人の精神鑑定を担当した精神科医も同様の見解を示しているという。有田は、神戸連続児童殺傷事件の犯人である元少年Aが匿名で2015年に出版した本『絶歌』について、「まさに飛ぶように売れています。」「事件の社会的教訓はまだまだです。」とツイートした。また、種々の批判を「感情的批判は「外在」にすぎない。」と、「週刊文春」に寄せられた関川夏央の「『正義』を自称する『集合的悪意』は野放図に肥大化するだろう」という言説を引用した。

### 都はるみ、テレサ・テンとの関係
- 都はるみとは『歌屋都はるみ』（1994年刊行）の取材および執筆を機に親しくなった。都の公式サイトでは有田を「都はるみの大親友」としている[53]。
- テレサ・テンとは亡くなる半年前に会い、伝記執筆を申し入れた[54]。2005年に出版した『私の家は山の向こう - テレサ・テン十年目の真実』は、2007年にテレビドラマ化された。

## 政策・主張

### 憲法
- 憲法改正について2016年、2022年、2024年のアンケートで「反対」と回答[55][56][57]。

- 9条改憲について2016年、2022年の毎日新聞社のアンケートで「反対」と回答[58][56]。

- 憲法を改正し緊急事態条項を設けることについて2022年の毎日新聞社のアンケート、2024年のNHKのアンケートで「反対」と回答[56][57]。

### 外交・安全保障
- 「他国からの攻撃が予想される場合には先制攻撃もためらうべきではない」か、との質問に対し、2016年のアンケートで「反対」と回答[55]。

- 安全保障関連法の成立について、2016年の毎日新聞社のアンケートで「廃止すべき」と回答[58]。

- 普天間基地の辺野古移設について、2016年の毎日新聞社のアンケートで「反対」「国外に移設すべき」と回答[58]。2022年の毎日新聞社のアンケートで「反対」と回答[56]。

- 徴用工訴訟問題や慰安婦問題などをめぐり日韓の対立が続くなか、関係改善についてどう考えるかとの問いに対し、2022年の毎日新聞社のアンケートで「互いに譲歩すべきだ」と回答[56]。

- 「日本の核保有・核共有について、考えに最も近いのはどれですか」との質問に対し、 2022年の毎日新聞社のアンケートで「日本は核保有も核共有もすべきではない」と回答[56]。

- 2014年4月21日、元行政刷新担当大臣の蓮舫や社会民主党党首の吉田忠智と連名で、第2次安倍内閣が目指す憲法解釈変更による集団的自衛権の行使容認を支持しないようアメリカ大統領のバラク・オバマに求める文書を在日米大使館に提出した。文書に賛同した19人は衆議院議員では民主党の篠原孝、生方幸夫 ・社民党の吉川元、参議院議員では民主党の蓮舫、小川敏夫、藤田幸久、相原久美子、有田、石橋通宏、小西洋之、難波奨二、野田国義、大島九州男 、田城郁、徳永エリ、森本真治・社民党の吉田忠智、福島瑞穂、又市征治だった[59]。

- 日本の「防衛力」増強に反対。2022年5月30日、岸田総理大臣による「防衛費」の増額の表明に対し、中国・台湾問題に関して「防衛費」の増額ではなく外交努力で当たるべきとして「万が一何か動きがあっても、米軍が動かないような交渉をやってほしいんです」と発言した[60]。

### 北朝鮮問題
- 北朝鮮による日本人拉致問題の被害者全員の救出に向けて行動を起こす事を公約として挙げている[61]。

- 2012年10月24日、中国視察の後に北朝鮮の平壌を訪問していたことが判明。北朝鮮への渡航は政府によって自粛が求められていた中でのことだった。これについて外務大臣の玄葉光一郎は記者会見で「政府・与党に相談なく、与党議員が訪朝するのは残念だ」と不快感を示した[62]。

- 2015年10月27日から31日までの日程で、訪朝経験のある渋谷区議会議員が同行し、北京経由で北朝鮮を訪問した[63][64]。なお、有田が訪朝したのは2012年10月23日以来2度目である[63][65]。

- 「北朝鮮に対しては対話よりも圧力を優先すべきだ」との問題提起に対し、2016年のアンケートで「反対」と回答[55]。

### 反韓デモ規制の推進
- 2013年3月14日に参議院議員会館開催の「排外・人種侮蔑デモに抗議する国会集会」を呼びかけ、新大久保で行われる反韓デモの不許可を東京都公安委員会に要請した[66][67]。この有田の行動に賛同する6000人近くの署名が集まった一方で、有田自身はツイッターに匿名で『有田をぶっ殺す』と書き込まれたと述べている[68]。

- 反韓デモに対して、有田は2013年5月9日に行われた第183回国会・参議院法務委員会において「ヘイトスピーチ」を主題として質疑に立った[69]。この質疑で有田は[70] は、『在特会（在日特権を許さない市民の会）』などがデモの前後、「お散歩」と称して大久保界隈の韓流タウンを練り歩いているが、その道中に「眼前にいるコリアンの人たちに対して直接『殺すぞ！』『お前ら殺すぞ！』と罵声を浴びせて脅した」「全国から韓流ショップへ買い物に来た人たちから『私物検査だ』と言っては買い物袋を取り上げ、中身を道路上にぶちまけた。警察官はそれを見ているじゃないですか」と発言した。これに対し政府参考人警察庁長官官房審議官の河邉有二は、「お散歩」は把握しているが「私物検査」については承知しておらず、法律に従って対処していると回答した[71]。

- 2014年7月16日、有田が激しくTwitterで批判していたニューズウィーク日本版2014年6月24日号『反差別』という差別が暴走する」の記事に登場する市民グループ「男組」の主要メンバー8名が暴力行為処罰法違反容疑で大阪府警警備部などに逮捕された。有田はこれを不当逮捕だと公言している[72]。

### ジェンダー
- 選択的夫婦別姓制度の導入について、2016年、2022年、2024年のアンケートで「賛成」と回答[55][56][57]。

- 同性婚を可能とする法改正について、2016年、2022年、2024年のアンケートで「賛成」と回答[55][56][57]。

- クオータ制の導入について、2016年の朝日新聞社のアンケートで「どちらかと言えば賛成」と回答[55]。2024年のNHKのアンケートで「賛成」と回答[57]。

- 「緊急避妊薬を処方箋なしで、薬局で買えるようにすることに賛成か反対か」との質問に対し、2022年の毎日新聞社のアンケートで「賛成」と回答[56]。

### その他
- 永住外国人への地方参政権付与について、2016年のアンケートで「賛成」と回答[55]。2009年5月31日、円より子・白眞勲・魚住裕一郎・塩川鉄也と共に「永住外国人に地方参政権を！5・31集会」に参加し、外国人参政権付与を主張した[73]。

- 首相の靖国神社参拝について、2016年のアンケートで「反対」と回答[55]。

- 「治安を守るためにプライバシーや個人の権利が制約されるのは当然だ」との問題提起に対し、2016年のアンケートで「反対」と回答[55]。

- 「原子力発電所は日本に必要だと思うか」との問いに対し、2016年の毎日新聞社のアンケートで「必要ない」と回答[58]。

- 2016年の米国大統領選挙について「ドナルド・トランプとヒラリー・クリントンのどちらを支持するか」との問いに対し、2016年の毎日新聞社のアンケートで「どちらとも言えない」と回答[58]。

- 2016年2月8日、高市早苗法務大臣は、放送局が政治的公平性を欠く放送を繰り返した場合、放送法4条違反を理由に電波停止を命じる可能性に言及した[74][75]。安倍晋三首相は2月15日の衆議院予算委員会で野党の批判に反論し、高市の発言を擁護した[76]。政府の姿勢をどう思うかとの問いに対し、2016年の毎日新聞社のアンケートで「問題だ」と回答[58]。

- 高校無償化をめぐっては朝鮮学校への適用に賛成し、2013年4月25日に実施された「『高校無償化』制度の朝鮮学校への即時適用と補助金復活を求める院内集会」に社民党幹事長の又市征治参院議員、社民党政策審議会長の吉田忠智参院議員、民主党の江崎孝参院議員、日本未来の党の阿部知子衆院議員、社民党の吉川元衆院議員らと共に参加し朝鮮学校に「無償化」をこれからも働きかけることを表明した[77]。

- 表現の自由および言論の自由を守るとの立場から、映画「ザ・コーヴ」の上映を支持する運動を行った[78]。

- 受動喫煙防止を目的に飲食店などの建物内を原則禁煙とする健康増進法改正に反対。

- 2016年の参院選に先駆けて行われた受動喫煙防止についての公開アンケートにおいて、レストランやバーを含む一般市民が出入りする場所は、2020年までに「罰則なしの分煙とするべきである」と回答している[79]。

## 批評
- しばしば自身のTwitterで北朝鮮による日本人拉致問題や日朝関係についてのツイートをする事もあり、2015年4月3日には「桑田佳祐さんが新アルバム『葡萄』で横田めぐみさんを歌っている。『Missing Persons』」と紹介し歌詞を一部引用したうえで、「いま横田夫妻に知らせた」と投稿[80]。さらに翌4日にツイートでは、「その歌詞がすごいのは、拉致被害者の思いに寄り添っているだけでなく、北朝鮮側の担当者が命がけであることへも想像力が届いていることだ。いまの外交の問題点まで表現している」と絶賛した[80]。当時はこのような批評の影響により、楽曲の歌詞の意味がネット上で曲解され、作者兼ボーカルの桑田が左翼的な思想の持ち主であると誤解されてしまったり、実際の桑田の信条及び民族的立場と異なるデマがネット上で流れたりといったトラブルが発生した[81]。
- 2016年6月9日発売の「週刊文春」に横田夫妻と孫（拉致被害者横田めぐみの娘）とされる人物らの面会写真を公開した。
産経ニュースによると、写真は2014年3月にモンゴルの首都ウランバートルにある迎賓館で撮影されたもので、拉致被害者で現在も消息不明の横田めぐみの孫で、横田夫妻のひ孫に当たる女児も写っている[82]。それについて横田夫妻は「有田氏から写真を見せられ、一部の週刊誌に掲載する写真だと説明された」と指摘しており、孫から写真を外に出さないでほしいと約束していたため、どこにも提供していないとしている[82]。なお、有田は無断公開を否定し、「写真の選択をいっしょに行い、「中略」求められた加筆と訂正を行ったうえで『週刊文春』の記事になりました」と横田夫妻と正反対の主張をしている[83]。北朝鮮に拉致された日本人を救出するための全国協議会（「救う会」）は本件について横田夫妻に確認をとり、「写真は横田家から1枚も何処にも出していません」と連絡を受けている[84]。
なお、横田夫妻は6月8日付で「皆様へ」と「マスコミの皆様へ」の2つの手書きコメントを出しており、「皆様へ」には記事と掲載写真に対する指摘および反論が書かれている[84]。「救う会」は有田による入手先不明の写真公開について様々な誤解が広がっていることから、横田夫妻に直接話を聞いた[85]。「救う会」は、有田が公開した写真を横田夫妻の所有だと虚偽をマスコミなどに伝えていたことを確認したとして有田を非難するコメントを出したうえで、有田が公開した写真の実際の入手先は北朝鮮以外には考えられないとの見解を出した[85]。横田夫妻は写真の入手先を有田から聞いてはいないという[85]。
横田夫妻は、有田とは意見が大きく異なり、有田は自分達の考えを代弁してはいないことを伝えるために、6月10日付で「今回、孫の写真を独自ルートで公開された有田先生と私達の考えは違っているという事をはっきりさせて頂きたいと思います」というコメントを出した[85]。なお、横田夫妻は同コメントで「北朝鮮からウンギョンさんを日本に呼ぶという話が繰り返し出ていますが、私たちにとってはびっくりするだけです。もしそう言われたとしても、そういう事は致しません。」と明言している[85]。
有田は横田夫妻のコメントを「横田夫妻は自身に対して『有田先生』ではなく『有田さん』と接している」という理由で偽物であると主張し[86] これ以降も横田夫妻が自身を応援していると主張している[87] が、2016年6月22日に開催された東京・文京区民センター「東京連続集会91」において横田早紀江本人の口から正式に有田とは意見が大きく異なる旨が言及された[88]。有田は該当記事について、横田夫妻と公開する写真を選択し、モンゴルでの詳細を聞き、原稿も細かくチェックしたうえで記事にした[89] と主張しているが、横田早紀江本人は「その後の経緯は週刊文春と有田さんだけのことで、どんなものが出るかは私たちは全然知りませんでしたし、こういう文章で書いてくださいと有田さんに渡したものでもありませんし、全くノータッチで、写真の公開を了承しました。」と否定している[90][91]。
- 神戸連続児童殺傷事件の際に、『ザ・ワイド』で有田は「犯人はメガデスというデスメタルバンドの音楽・歌詞の影響を受けた人物だ」と報道した。しかし、メガデスはデスメタルバンドではなくスラッシュメタルバンドであり、また犯人もメガデスを聴いた事実はなかったため、ハードロック・ヘヴィメタル雑誌『BURRN!』およびBURRN!別冊の雑誌『炎』（ほのお）誌上で非難された[92][93]。また、1998年の日本公演時のインタビューで当時のメガデスメンバーのマーティ・フリードマンは「悲しい事件だ」と語ると同時に「俺達のファンがそんな事（殺人事件）はしないと信じている」とコメント。バンドの中心人物であるデイヴ・ムステインはこの事件に関して子供が殺傷事件を起こしたのは親の教育に責任があるとし、歌詞に関する表現の自由の重要性を訴えると同時に有田の無責任な発言や少年による事件を音楽のせいにしたがるマスメディアの風潮に苦言を呈している[94]。

## 発言
- 「愛国落語」「憲法改正落語」などの持ちネタで知られる落語家の桂福若の落語会の内容に激怒し、上方落語協会に対して抗議し圧力をかけた[95]。この問題について同業者の立川キウイは、有田を糾弾し、福若をフォローする立場をとっている[95]。
- 2012年10月17日、自身のTwitterにおいて「佐野眞一『ハシシタ　救世主か衆愚の王か』（週刊朝日）がすこぶる面白い。レイアウトも週刊誌界の常識を破る斬新さ。取材スタッフに今西憲之さん、村岡正浩さんと最強コンビ。橋下市長は朝日新聞の取材をさっそく拒否。佐野さんの戦術にまんまとはまってしまったのは、その性格を知らない無謀反応だ。」とツイートする[96]。
- 『夕刊フジ』によると、有田は2016年5月13日、ツイッターで日本のこころを大切にする党について、差別の煽動を容認する極右政党と表現した。同党所属の参議院議員和田政宗は15日、「（有田氏の発言は）事実無根であると共に公党を著しく侮辱するもの。法的措置を含めて対応する」と、ツイッターで非難した[97]。
- 2014年3月24日、トルコとアラブ首長国連邦への原発輸出を可能にする原子力協定の承認案の党内論議に自身の所属する民主党が着手したことに関して、「いまなお原発を輸出する原子力協定に賛成する民主党議員がいると聞いて『バッカじゃないの』と答えた」としたうえで、「私はそんな法案には反対票を投じる」とツイートし、反対票を投じる意思を示した[98]。同年4月18日、参議院本会議で行われたこの原子力協定の承認案の採決で、賛成する党の方針に反して徳永エリと共に欠席した[99]。
- 2014年6月17日発売の『ニューズウィーク日本版』2014年6月24日号の記事「『反ヘイト』という名のヘイト」に対して、取材に応じた一人だった有田は、記事の内容や取材方法に問題があるとして、自身の公式Twitterで記者を名指しで非難した[100]。
- 2013年8月7日付の『朝日新聞』に掲載されたサザンオールスターズのシングル「ピースとハイライト」の広告に、独自の解釈を交えてヘイトスピーチの話題に言及する文章を寄稿した[101]。また、2015年には自身のツイッターで同バンドの楽曲「Missing Persons」を独自の解釈を交えて絶賛した[80]。上述した広告や批評の影響により、各楽曲の歌詞の意味がネット上で曲解され、作者兼ボーカルの桑田佳祐が左翼的な思想の持ち主であると誤解されてしまったり、実際の桑田の信条及び民族的立場と異なるデマがネット上で流れたり、桑田自身の意図に反する形で特定の思想を持つ人物・団体・メディア・国家に歌詞やパフォーマンスが政治利用されたり、2013年のスタジアムツアーで「ピースとハイライト」が演奏された際にバックモニターの映像の意図を桑田をはじめとしたメンバーの真意とは違うものに曲解されるなどのトラブルが発生した[81][101]。これらの有田の行動についてはサザンのファンを公言する落語家の立川キウイが別件[95]で有田を糾弾した際に「もしかしたら有田芳生さんって実はSASファンじゃなく、ただその時に利用したのかもしれませんね」といった指摘をTwitterで行った[102]。
- 2017年7月14日、民進党代表の蓮舫の二重国籍問題で、蓮舫に戸籍謄本等の関係書類の公開を求めた人々を「差別だ」と非難した。その一方で、2012年10月に当時の大阪市長（現・日本維新の会法律顧問）、橋下徹の出自を差別する記事が週刊朝日に掲載された際には「これは面白い」と記事評していたため、橋下は有田の人権派面は偽物とし、「自分の嫌いな相手なら面白く、自分の所属する党の代表なら人権問題にするのか」「こいつだけは許せない」と述べている。更に、戸籍の開示は差別助長と主張に賛同する者に「自称人権派は恥ずかしげもなくよく言うよな。俺は出自について散々報じられたけど、自称人権派は誰もその報道を批判しなかった。あの報道に比べれば蓮舫さんの戸籍開示なんてどうってことないこと」と批判し、「ダブルスタンダードだ」「有田、早く辞職しろ」と激怒されている[103]。
- 2014年7月12日、自身のTwitterで「まだ『ゴキブリ ホイホイ』ってあるのかな。そう思ってコンビニに行ったら、あった。まだまだ必要なんですね。ネットでわき寄ってくるゴキブリもどきは放し飼いを基本としている。時間ができたので久しぶりに『ホイホイ』を覗いたら、相変わらず断片言葉で精神の核がない。たまには駆除するかな。」とツイートした[104]。有権者をゴキブリ扱いをしているとしてネット上で批判の声が上がった[105]。
  - また、自身の「有権者、納税者に対してのゴキブリ発言」に関して、相手を虫と呼ぶ行為はヘイトスピーチではないかとの意見に対し、2017年2月6日のtwitterで『たとえば父親が子供に「出て行け」と怒鳴ることがあったり、匿名卑怯なネトウヨを、わいてでてくる「ゴキブリ」と呼んでも、それは罵倒語ではあってもヘイトスピーチではありません』と自身の発言はヘイトスピーチではないと主張した[106]。
- 2000年、解放出版社刊行の写真誌『hunet』（ヒューネット）10月18日発行号に「『17歳』差別意識と犯罪までのディスタンス」と題する記事を発表。この記事は精神障害者への差別を助長するとの理由で、大阪精神障害者連絡会（大精連）から抗議を受けた。「少年事件と精神疾患との具体的な関わりを一切示すことなく、『精神科の通院歴』が書かれており、『精神障害者は何をするか分らない、危険な存在』という精神障害者に対する社会的偏見を明らかに助長してい」る、というのが大精連の主張であった[107]。この結果、2007年、部落解放同盟は謝罪に追い込まれた[108]。
- 2018年8月24日、「オウム真理教事件の確定死刑囚13人の死刑執行に抗議し、オウム事件についてもう一度考える」集会に出席し、「私はこれまで死刑制度にあいまいな立場だったが、6人の死刑囚が死刑を執行され、その人たちの家族を知っている。6人の人たちが執行されて一週間考え続けた結果、明確に死刑反対の立場になった」と述べた[109]。
- 2023年4月17日、立憲民主党の公式Twitterにて有田が「この下関って統一教会の聖地なんです。（後略）」等と発言したことが伝えられた[110]。18日にも自身のTwitterにて、「統一教会が下関を聖地としているのは事実です。」と発信した[110][111]。これに対し、地元住民らの一部は反撥、また、統一教会自体は、教祖文鮮明が1965年来日の際に東京・名古屋・大阪など8カ所を聖地と定めたが下関は含まれていず、教会でいう聖地（つまり、彼らの教義における「聖地」）は地域全体ではなく特定の場所を指すと主張した[112]。この件を知った一部芸能人も有田を批判したものの、かえってSNS等で批判を受ける状態となった[113]。実際には、2021年3月に統一教会が文鮮明の日本入国80周年の記念式典を開いた際に、韓国から来日した教団トップの大陸会長である方相逸が、文鮮明が初めて日本に入国した下関を「聖地と同等の場所」と発言しており[114]、当然有田の発言はこの意味である。
- 2024年10月23日、Xで「八王子青年会議所（JC）の討論会は明日。萩生田光一候補が欠席というので私も出ません」と投稿。八王子青年会議所の公式Xは24日、この投稿を引用し「八王子青年会議所と申します。本日、討論会と記載がございますが、そのような予定はございません。SNSの投稿を早急に削除して下さい」と要求した。自身の欠席を理由とされた萩生田の選挙事務所も、公式Xで「萩生田事務所です。選挙期間中に誤った情報に基づく投稿をされると迷惑です。当方から八王子青年会議所の公開討論会を断った事実はありません」と反論した[115]。

## 人物

### 「反差別活動家」としての言動
在日特権を許さない市民の会などといった行動する保守が行っている活動への批判を行っている。しばき隊構成員らとともに、頻繁にカウンターと称するデモに参加している。路上に寝転ぶなどして在特会等のデモの妨害をし、警察が安全性を考慮してデモ主催者にデモ中止を要請する事態となったこともある。
2013年2月9日に新社会運動が主催する「不逞鮮人追放！韓流撲滅 デモ in 新大久保」という活動を見た後、「異常なデモ」「国会でも問題にしたい」などとtwitterに書き込み、それを実現する形で2013年3月14日に参議院議員会館で排外主義・レイシズム反対集会を実施した。
韓国メディアの聯合ニュースで、2014年の東京大行進に、のりこえねっとらとともに参加していることが写真つきで報じられている。
しばき隊構成員らが主催している2015年の東京大行進に、ヒトラーの扮装をした安倍晋三のマスクをかぶり、「武器輸出始めました」と発言しているコスプレをしてデモ参加している。
反レイシズム（反人種差別主義）をうたい、反韓デモ（嫌韓デモ）に対して抗議活動を繰り広げる「レイシストをしばき隊（現・対レイシスト行動集団）」や「男組」などを支持する発言を自身のTwitterでしており、これらの集団が主催するヘイトスピーチへの「カウンターデモ」への参加も確認されている。
しばき隊と男組に対して「ぎりぎりまでやってくれる」と賞賛し、既存の市民運動について「既存の運動や政党は合法主義のあまり、闘わなくなった。きれい事と口先だけの人権派ばかりだ」と批判している。これについて、ニューズウィーク日本版は、「法をないがしろにすると受け止められかねない発言」であり、「『良識の府』である参議院の議員とは思えない言葉だ」と批判している。
2017年7月16日、瀬戸弘幸らが川崎市中原区でおこなったデモに対し、有田やしばき隊など約400人の反対派が集結し、デモ隊に向かって「神奈川県警はデモをさせるな」「ヘイトをやめろ」などと声をあげた。数十人からなるデモ隊は約400m程行進した後撤収した。有田は「コソコソ。あいつらに見つからないうちに早く、早く、うわっ、見つかった。バスに逃げ込め、痴的でシュール。カウンターの勝利」などと「勝利宣言」し、瀬戸は「正式に許可されたデモで、その集合場所に向かう人たちの足を止めるなどと平然と言い放ち、それが不法行為であり犯罪であることを隠していません」などと有田らの行為を批判した。
- 2019年6月11日、しばき隊が投稿した ツイート をリツイートしたことをめぐり、名誉を毀損されたとして加藤清隆を提訴[127]。

### 対カルト宗教
政界進出前は、オウム真理教や旧統一教会（現・世界平和統一家庭連合）などのカルト宗教問題を専門として、『週刊文春』『朝日ジャーナル』などに寄稿していた。

### 外交関係
- 「14世ダライ･ラマ法王と中国政府首脳との直接対話を求める声明文」に賛同者として名を連ねている[129]。

### 内政関係
- 2011年5月18日、参議院本会議において、参議院憲法審査会規則の採決を棄権する。棄権の理由は「内面の理由から判断した」。参議院民主党執行部は、口頭で注意[130]。
- 「ブログに虚偽記載で自民党に謝罪」 2010年（平成22年）11月9日付、(保守系新聞)世界日報第1面によると、「10月20日の有田議員の初質問に自ら泥。国会は言論の府なので、録音物の再生は議事録に記録されない（録音物の再生とのみ記録される）ルールになっている。有田議員の質疑時間を確保するために全員の了解のもと議事録を止めたのに、有田議員は「音声再生を自民党の反対で止められた」とブログに虚偽を記載して自民党の攻撃材料にした。これについて塚田一郎自民党理事の事務所を訪れ謝罪した」と報道されている。

### 不祥事
- 『やまと新聞社』によると、有田は第22回参議院議員通常選挙中の2010年6月25日、自らキャッチコピーの入ったのぼりを持ち、スタッフにも「とことん現場主義」というコピーをプリントしたポロシャツを着用させて選挙運動を行っていた。やまと新聞社の記者が有田の演説終了を待って公職選挙法に抵触しないかを確認したが明確な返答は得られなかった[131]。東京都選挙管理委員会は「スタッフと一般の方とを識別する目的で色をそろえる程度はよいとされています。選挙運動用にそろえて作ったもの、候補者や候補者を連想させるようなものは違反となります」としている[131]。

- 2017年6月に一橋大学で開催予定であった百田尚樹の講演会について、ネット上で行われた中止を求める署名活動に賛同した[132][133]。
原口一博が「学生のイベントに特定の議員が介入したとも聞いていますが、何をしているのでしょうか。左右関係なく公人、議会人による権力の濫用は許されません。考え方が違うからと講演の機会を邪魔するのは言論に対する冒涜です」とツイートしたところ、有田が「原口さん、何を言っているんですか。『ある議員』とは有田芳生を言い募るあまたの書き込みでしょう。あなたもそれを前提に書いてきたのでしょう。問います。私が百田講演会にどう介入したというのか。ただちに具体的に明らかにせよ」（原文ママ）とツイートするなど論争が起こったことについて、産経新聞は「民進で“内ゲバ”」と報じている[134]。

### 交友関係
- 文藝春秋の松井清人前社長とは長年の友人である[135]。

## 著書

### 単著
- 『現代公明党論』白石書店、1985年11月5日。
- 『保守の冒険』白石書店、1987年1月31日。
- 『霊感商法の見分け方』晩聲社 1988年 ISBN 4891881712
- 『三洋電機はんパートのおばちゃんでえらいすんまへん』清風堂書店出版部 1989年 ISBN 4915339459
- 『原理運動と若者たち』教育史料出版会 1990年 ISBN 4876521948
- 『「幸福の科学」を科学する - 大川隆法の宗教？』天山出版 1991年 ISBN 4803329060
- 『統一教会とは何か―追いこまれた原理運動』教育史料出版会、1992年8月。ISBN 978-4876522330。
  - 『改訂新版 統一教会とは何か』大月書店、2022年9月15日。ISBN 978-4272331109。
- 『歌屋 都はるみ』講談社 1994年 ISBN 4062061570
- 『有田芳生の対決!オウム真理教』〈Asahi news shop〉、朝日新聞社、1995年7月30日。ISBN 4022730587。
- 『追いつめるオウム真理教』ベストセラーズ 1995年 ISBN 4584182205
- 『私の取材ノート』同時代社 1995年 ISBN 4886833357
- 『「神の国」の崩壊―統一教会報道全記録』教育史料出版会、1997年9月。ISBN 978-4876523177。
- 『歌屋 都はるみ』（文春文庫）文藝春秋 1997年 ISBN 416743802X
- 『闇の男上祐史浩 - 終らないオウム真理教』同時代社 1999年 ISBN 488683423X
- 『「コメント力」を鍛える』（生活人新書） 日本放送出版協会 2002年 ISBN 4140880473
- 『私の家は山の向こう - テレサ・テン十年目の真実』文藝春秋 2005年 ISBN 4163668403
- 『酔醒漫録〈1〉2000.6‐2001.6』にんげん出版 2005年 ISBN 4931344062
- 『酔醒漫録〈2〉2001.7‐2002.6』にんげん出版 2005年 ISBN 4931344070
- 『酔醒漫録〈3〉2002.7‐2003.6』にんげん出版 2007年 ISBN 4931344178
- 『酔醒漫録〈4〉2003.7‐2004.6』にんげん出版 2007年 ISBN 4931344186
- 『私の家は山の向こう - テレサ・テン十年目の真実 』（文春文庫）文藝春秋 2007年 ISBN 4167438038
- 『メディアに心を蝕まれる子どもたち』（角川SSC新書）角川SSコミュニケーションズ 2008年 ISBN 4827550328
- 『闘争記』教育史料出版会 2010年 ISBN 4876525072
- 『ヘイトスピーチとたたかう!』文藝春秋 2013年 ISBN 978-4000247160
- 『誰も書かなかった統一教会』集英社〈集英社新書〉、2024年5月17日。ISBN 978-4-08-721314-0。

### 共著または共編
- 『天皇をどう教えるか』（渡辺賢二との共著）教育史料出版会 1988年 ISBN 4876521328
- 松岡英夫（編）、1990年6月30日『日本共産党への手紙』教育史料出版会。ISBN 4876521867。
- 『桜田淳子と統一教会のウソ』（江川紹子との共著）アイペックプレス 1992年 ISBN 4870472368
- 有田芳生、週刊文春取材班『脱会―山崎浩子・飯星景子報道全記録』教育史料出版会、1993年12月。ISBN 978-4876522491。
- 『「あの子」がオウムに！ - 子供は「真面目で優秀」が安心か』（『女性自身』取材班との共著）光文社 1995年 ISBN 4334971075
- 有田芳生、池田香代子、内田樹、木戸衛一、佐々木寛、津田大介、中北浩爾、中沢けい、浜矩子、古谷経衡『希望の共産党 期待こめた提案』あけび書房、2023年1月19日。ISBN 978-4871542265。
- 有田芳生、小林よしのり『統一協会問題の闇 国家を蝕んでいたカルトの正体』扶桑社〈扶桑社新書〉、2023年3月1日。ISBN 978-4594094249。

## 選挙
| 当落 | 選挙                     | 執行日         | 年齢 | 選挙区       | 政党       | 得票数     | 得票率 | 定数 | 得票順位 /候補者数 | 政党内比例順位 /政党当選者数 |
| ---- | ------------------------ | -------------- | ---- | ------------ | ---------- | ---------- | ------ | ---- | ------------------ | ---------------------------- |
| 落   | 第21回参議院議員通常選挙 | 2007年07月29日 | 55   | 参議院比例区 | 新党日本   | 15万9814票 | ーー   | 48   | 2/3                | 2/1                          |
| 落   | 第45回衆議院議員総選挙   | 2009年08月30日 | 57   | 東京都第11区 | 新党日本   | 11万3988票 | 41.13% | 1    | 2/5                | 1/0                          |
| 当   | 第22回参議院議員通常選挙 | 2010年07月11日 | 58   | 参議院比例区 | 民主党     | 37万3834票 | ーー   | 48   | /                  | 1/16                         |
| 当   | 第24回参議院議員通常選挙 | 2016年07月10日 | 64   | 参議院比例区 | 民進党     | 20万5884票 | ーー   | 48   | /                  | 4/11                         |
| 落   | 第26回参議院議員通常選挙 | 2022年07月10日 | 70   | 参議院比例区 | 立憲民主党 | 4万6715票  | ーー   | 50   | /                  | 10/7                         |
| 落   | 第49回衆議院議員補欠選挙 | 2023年4月23日  | 71   | 山口県第4区  | 立憲民主党 | 2万5595票  | 31.27% | 1    | 2/5                | /                            |
| 比当 | 第50回衆議院議員総選挙   | 2024年10月27日 | 72   | 東京都第24区 | 立憲民主党 | 7万1683票  | 34.97% | 1    | 2/6                | 3/5                          |